# خدایداد
ژنرال خدایداد یکی از سیاست‌مداران افغانستان، در سال ۱۳۳۴خورشیدی، در ولسوالی شهرستان، ولایت اروزگان یا امروزه ولایت دایکندی به دنیا آمد.
تحصیلات ابتدایی را در مدرسه ابتداییه در ولسوالی شهرستان در سال ۱۹۶۷خورشیدی، تکمیل کرد. در آن زمان، مردم هزاره به دلیل تبعیض قبیله‌ای در کشور به سختی به تحصیلات عالی در کابل راه می‌یافتند. مناطق هزاره‌ها تحت فشار عظیم دولت قرار داشت و او با مشکلات زیامدرسه ب عالی نظامی را در کابل به پایان رسانید. بعداً تحصیلات عالی خود را در آکادمی ملی، آکادمی نظامی هندوستان و آکادمی نظامی فرونزای مسکو ب اتمام رسانید.
ژنرال خدایداد در سالهای ۱۳۵۶خورشیدی تا ۱۳۷۱خورشیدی در صف اردوی ملی افغانستان قرار داشت و در پست‌های بلند نظامی انجام وظیفه نمود و موفق به دریافت ۵۲ مدال گردید. ژنرال خدایداد در سال ۱۳۷۱خورشیدی در اولین حکومت مجاهدین در پست وزیر امنیت ملی تعیین شد بعدتر از این پست استعفا داد و به بریتانیا سفر کرد و در آن جا در میان مهاجران به فعالیت‌های سیاسی پرداخت.
ژنرال خدایداد در سال ۱۳۸۴خورشیدی به وزارت مبارزه با مواد مخدر درآمد و در سال ۱۳۸۶خورشیدی سرپرست این وزارت گردید.
ژنرال خدایداد در سال ۱۳۸۷خورشیدی از سوی حامد کرزی رئیس جمهوری اسلامی افغانستان به پارلمان به حیث وزیر مبارزه با مواد مخدر معرفی شد که بعد از اخذ رای تا اکنون دراین پست ایفای وظیفه می‌کند.

## زندگی شخصی
خدایداد قادر به صحبت به شش زبان زنده جهان است. او برعلاوه زبان مادری اش دری, میتواند به پشتو, انگلیسی, روسی, هندی, و اردو صحبت نمایید. او با یک معلم ازدواج کرده است و دو پسر و چهار دختر دارد. فرزندان او در لندن تحصیل کرده اند و در بالاترین شغل های حرفوی کار میکنند.

## شغل
وظایف نظامی ژنرال خدایداد عبارتند از:
- ١٩٧٧ – فرمانده قطعه و آموزگار مدرسه حفاظت وزارت دفاع ملی
- ١٩٧٨ – فرمانده نظامی قطعه ٢٩ ام پولیس وزارت دفاع ملی
- ١٩٧٨ – فرمانده اکتشاف قطعه ٢٩ ام وزارت دفاع
- ١٩٧٩ – دومین فرمانده جنگی تیپ ٣٧ ام چتر باز, در بالاحصار, کابل. مطابق به اختلافات بین خلق و پرچم بعد از کودتای ثور.
- ١٩٨۰ – دومین فرمانده تربیت قطعه چتر باز ۴۴۴
- ١٩٨١ – رییس راه اندازی قطعه ۴۴۴
- ١٩٨٣ – فرمانده چتر بازان قطعه ۴۴۴
- ١٩٨۴ – دومین فرمانده پیاده نظام
- ١٩٨٥ – دومین فرمانده پیاده نظام
- ١٩٨٧ – فرمانده پیاده نظام پیاده نظام ١۴ ان ولایت غزنی و رییس دفاع از ولایات غزنی و میدان وردک
- ١٩٩۰ – فرمانده قطعه راه اندازی تخار در زون شمال شرقی.
- ١٩٩٢ – وزیر امنیت ملی دولت صبغت الله مجددی.

در ١٩٨۴, در زمان حکومت ببرک کارمل, خدایداد اولین افسر هزاره ای بود که تا بحال موفق به اخذ رتبه جنرالی در اردوی ملی افغانستان میشد.